# 嶺駒夫
嶺 駒夫（みね こまお、明治39年（1906年）3月16日 - 昭和49年（1974年）11月16日）は、日本の実業家。元昭和製袋工業社長。
妻の淑子は櫻内幸雄（商工大臣、農林大臣、大蔵大臣を歴任）の二女、娘の貴代子は福田康夫（第91代内閣総理大臣）の妻、孫の福田達夫は衆議院議員。

## 略歴
- 1906年 - 宮城県に嶺八郎の長男として生まれた。
- 1929年 - 明治中学（現：明治大学付属明治高等学校・中学校）卒業後、早稲田大学商学部卒業。台湾総督府に入り殖産局勤務､のち高ノ倉鉱業に転じ監査役となる。
- 1937年 - 昭和製袋工業に移り監査役を経て取締役。
- 1950年 - 専務。
- 1956年 - 副社長。
- 1959年 - 社長に就任。
- 1974年 - 死去。享年68。墓所は多磨霊園(3-1-15)

## 人物像
趣味は音楽、登山。宗教は浄土宗。
中国電力会長を務めた櫻内乾雄とは明治中学校1年生のときからのクラスメートであり､親友だった。妻・淑子は櫻内の妹である。

## 家族・親族
- 父 - 八郎
- 妻 - 淑子（島根県、政治家櫻内幸雄の二女、実業家櫻内乾雄・政治家櫻内義雄の妹）
- 長男 - 裕（日本原子力発電理事[4]）
- 長女 - 富佐子（銀行家斎藤保義の長男明の妻）
- 二女 - 貴代子（群馬県、政治家福田康夫の妻）
- 孫 - 福田達夫（政治家）

## 系譜
- 嶺家

```
　太田清蔵━━━太田清之助
　　　　　　　　　　┣━━━太田誠一
　　　　　　┏━━俊子
　　　　　　┃
　　　　　　┣櫻内乾雄
┏櫻内幸雄━┫
┃　　　　　┣櫻内義雄
┗櫻内辰郎　┃　　　　　　　　斎藤明
　　　　　　┗━━淑子　　　　　┃
　　　　　　　　　　┃　　　┏富佐子
　　　　　　　　　　┃　　　┃
　嶺八郎━━━━━嶺駒夫━━┻貴代子
　　　　　　　　　　　　　　　　┣━━━福田達夫
　　　　　　　　　　　　　┏福田康夫
　　　　　　　　　　　　　┃
　　　　　　┏福田平四郎　┣和子
　　　　　　┃　　　　　　┃　┣━━━越智隆雄
　福田善治━╋福田赳夫━━┫越智通雄
　　　　　　┃　　　　　　┃
　　　　　　┗福田宏一　　┣横手征夫━横手信一
　　　　　　　　　　　　　┃　　　　　　┃
　　　　　　　　　　　　　┗玲子　　　千野志麻
　　　　　　　　　　　　　　┃
　　　　　　　　　　　　　松谷明彦

```